# Caridina woltereckae
Caridina woltereckae, hay còn gọi là tép Sulawesi khăn quàng cổ, tép Sulawesi harlequin (Danh pháp khoa học: Caridina woltereckae) phổ biến trong giới chơi tép cảnh, là một loài tép nước ngọt đặc hữu tại Sulawesi, Indonesia. Đây là loài đặc hữu của Hồ Towuti. Nó giống với Caridina spongicola ở cùng hồ Towuti, nhưng Caridina spongicola nhỏ hơn và ít màu sắc tương phản hơn.

## Các mối đe dọa
Nó được tìm thấy trên nền đá. Nó hiện đang bị đe dọa bởi các loài ngoại lai như cá La Hán, ô nhiễm bởi các hoạt động của con người như khai thác niken, cũng như đánh bắt không kiểm soát phục vụ thị trường sinh vật cảnh.